# HIST1H1E
HIST1H1E‏ (Histone cluster 1 H1 family member e) هوَ بروتين يُشَفر بواسطة جين HIST1H1E في الإنسان.